# Інформаційне моделювання будівель
Інформаційне моделювання будівель або скорочено BIM (від англ. Building Information Modeling) — це процес оптимізації проєктування і будівництва. За допомогою BIM-технології створюється інформаційна модель, яка забезпечує точне бачення проєкту в цілому.
Технологія інформаційного моделювання будівель полягає в побудові тривимірної віртуальної моделі будівлі в цифровому вигляді, яка несе в собі повну інформацію про майбутній об'єкт. Застосування BIM-технології в проєктуванні будинків включає в себе збір та комплексну обробку технологічної, архітектурно-конструкторської, економічної інформації про будівлю, завдяки чому будівельний об'єкт і все, що до нього відноситься, розглядаються як єдине ціле.
Відомий в архітектурних проєктних колах подібний програмний продукт від Graphisoft носить назву BIMx і використовується, як важливе доповнення до їх основної програми САПР ArchiCAD.

## Визначення
ISO 19650:2019 визначає BIM так:
Використання загального цифрового подання побудованого об'єкту щоб полегшити процеси проектування, будівництва та експлуатації для формування надійної основи для прийняття рішень.
Оригінальний текст (англ.)
Use of a shared digital representation of a built asset to facilitate design, construction and operation processes to form a reliable basis for decisions.

## Переваги BIM-технології
Інформаційна модель будівлі — це віртуальний прототип будівельної конструкції, тому застосування BIM-технології в проєктуванні будинків дозволяє перевірити і оцінити різні рішення ще до початку будівельних робіт. Учасники проєкту — замовник, проєктувальник, будівельник — отримують можливість більш повного, раціонального обміну інформацією, що дозволяє домогтися високої якості будівельних робіт, а також економить час і матеріальні витрати.
BIM моделювання в будівництві має величезні переваги:
- підвищення точності фінансових розрахунків;
- зниження кількості просторових колізій;
- зниження фінансових витрат на будівництво;
- точність прогнозів;
- зменшення кількості змін в проєкті.
- швидке коригування інформаційної моделі
- точне планування роботу на майданчику будівельної техніки
- створення коректних графіків закупівлі матеріалів
- покращення всіх ключових логістичних процесів будівництва та експлуатації.

Застосування BIM-технології проєктування будівництва робить кожну дію прозорою і забезпечує повний контроль, причому в автоматизованому режимі, що гарантує високу якість проєктно-будівельних робіт.

## Процеси співпраці: рівні зрілості BIM
Шлях до впровадження BIM зазвичай розглядається як поступовий процес розвитку, в якому відбувається перехід від процесу, поділеного на етапи, до процесу, в якому всі учасники, залучені до створення моделі, працюють синхронно, співпрацюючи у віртуалізації будівлі. Повна співпраця є основною метою дослідження процесу. У 2017 році найвищий рівень зрілості, який наразі спостерігається, — це так званий колаборативний BIM.
Рівень 0 - Стандартизований CAD: вимагає організації традиційної роботи навколо системи стандартів.
Рівень 1 - Одиничний BIM (lonely BIM) або неколаборативний: використовується метод параметричного проєктування та управління даними в рамках власного робочого процесу, але не встановлюється жоден тип співпраці з іншими професіоналами. Робота ведеться за стандартами, внутрішніми чи міжнародними, зокрема стосовно номенклатури елементів.
Рівень 2 - Колаборативний BIM: фактична співпраця між учасниками проєктування будівлі, які всі працюють у BIM. Вони працюють окремо на своїй власній моделі, а співпраця координується BIM координатор, який має завдання об’єднати різні моделі в єдину федеративну модель.
Рівень 3 - Спільний BIM: кінцева мета — щоб усі професіонали одночасно працювали над однією моделлю, аби отримувати оновлення в реальному часі.

## Рівні визначення моделі BIM: LOD
У галузі архітектури та інженерії рівні деталізації, так звані LOD (Level Of Detail), точно визначають рівень поглиблення інформації, що міститься в моделі BIM. Вони є орієнтиром, визначеним замовником, який дозволяє всім учасникам будувати модель BIM з однаковим рівнем визначеності змісту на всіх етапах процесу створення та реалізації проекту.
Визначення характеристик кожного окремого LOD є темою, що розглядається двома важливими нормативними документами з США або інших країн. Американський інститут архітекторів (AIA) публікує рамкову документацію Level Of Detail для Протоколу AIA G202-2013 «Building Information Modeling». Починаючи з припущення, що елемент, хоча й може виглядати візуально деталізованим, насправді може бути загальним, термін LOD відноситься до «рівня розвитку» елементів моделі, а не до їхнього «рівня деталізації». Рівень розвитку поділяється на п’ять рівнів:
LOD 100: елемент представлений загально, схематично, символічно. Вся інформація є ще приблизною.
LOD 200: Загальний маркер з впізнаваною формою. Наприклад, сходи змоделювані з спрощеними ступенями, але інформація про загальні розміри ширини та глибини, рівні початку та кінця, а також відстані між майданчиками має бути точною.
LOD 300: Кількість, форма, розмір, розташування та орієнтація елемента можуть бути безпосередньо зчитані з моделі, без потреби звертатися до додаткової документації. Наприклад, шари матеріалів відображаються з точним матеріалом та товщиною, в межах ще не розділеної на частини стіни. Типи стін мають бути чітко кодифіковані. Конфлікти з вставками, такими як двері та вікна, повинні бути змодельовані.
LOD 350: Крім того, що зазначено для LOD 300, моделються також ті частини елемента, необхідні для координації, такі як опори та з’єднувачі. Наприклад, для фундаментів змоделювані деталі з’єднань і арматури.
LOD 400: Елемент змодельований і специфікований з достатнім рівнем деталізації, щоб забезпечити його виготовлення.
LOD 500: Моделювання існуючого стану, тому не пов’язане з концепцією, яка об'єднує попередні рівні розвитку. Цей аспект має специфічне застосування в моделі.

## Розміри BIM
Говорячи про BIM, часто неправильно мають на увазі лише цифрову тривимірну модель. Однак BIM охоплює весь будівельний процес, включаючи планування, проєктування, будівництво, управління, а також весь життєвий цикл (LCA) об'єкта від ідеї до утилізації. Тому говорять про розміри BIM, від найпростішого розміру 3D, що відповідає цифровому зображенню об'єкта, до розміру 7D, що враховує аспект сталості.
BIM має сім розмірів:
1D: Концептуальне проєктування;
2D: 2D-матеріали, такі як плани, фасади та перерізи;
3D: Тривимірне представлення продукту;
4D: Аналіз тривалості або часу (програмування);
5D: Аналіз витрат (кошториси, оцінки та економічні оцінки);
6D: Фаза управління об'єктом (експлуатація, обслуговування та утилізація);
7D: Оцінка сталості (соціальна, економічна та екологічна).

## Політика та поширення в Європі
Згідно з Директивою 2014/24/EU, Європейський Союз надав деякі рекомендації країнам-членам щодо використання системи BIM при проєктуванні та реалізації державних будівельних проєктів. Тому система BIM активно заохочується як засіб для підвищення ефективності та прозорості процедур тендерів. Важливо підкреслити, що в тексті директиви не йдеться про конкретне програмне забезпечення, а йдеться саме про створення методологій управління та перевірки даних, що складають увесь будівельний процес. 
Щодо поширення процедури BIM серед європейських операторів (проектувальників і підприємств), згідно з даними, опублікованими у 2013 році європейською консалтинговою компанією Arch-Vision (Q4 2013 European Architectural Barometer), є суттєві відмінності залежно від країн. Найбільш передовою країною є Нідерланди, де 51% проектувальників вже використовують BIM, за ними йде Велика Британія (33%). 
На світовому рівні деякі незалежні сайти регулярно публікують списки проектувальників та підприємств, які вже стабільно працюють з системою BIM. Прикладом є база даних Revit Inside, яка містить список сотень користувачів по всьому світу, акредитованих як користувачів Autodesk Revit.

## Сертифікації та продукти
Міжнародною асоціацією, яка займається регулюванням BIM, є buildingSMART, яка сертифікує інтероперабельність програмного забезпечення через ISO 16739:2013. Список сертифікованих програмних продуктів IFC можна знайти на сайті BUILDING SMART.